# Pandion haliaetus
Il falco pescatore (Pandion haliaetus (Linnaeus, 1758)) è un uccello rapace della famiglia Pandionidae (ordine Accipitriformes).

## Descrizione
Ha un piumaggio marrone scuro, quasi nero in certe parti, mentre risulta bianco in altre. Il becco è uncinato e di colore nero.
- Lunghezza 60 cm[5]
- Peso 1,4–2 kg [senza fonte]
- Apertura alare 1,8 m [senza fonte]

## Biologia

### Alimentazione
Si nutre essenzialmente di pesci.

### Riproduzione

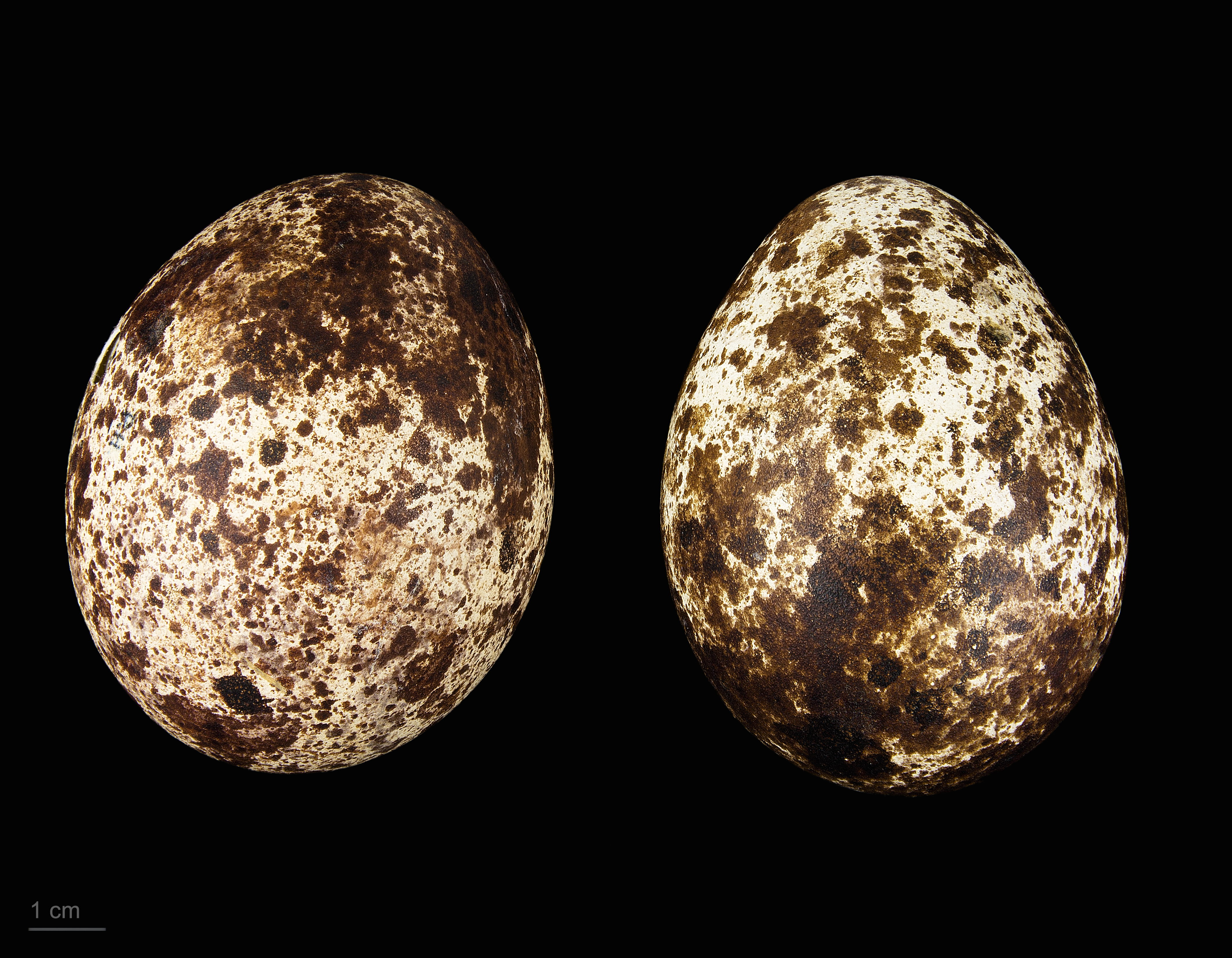
Pandion haliaetus

L'incubazione dura circa 5 settimane, le femmine covano dalle 2 alle 4 uova.

## Distribuzione e habitat
La specie ha un ampio areale che comprende Nord America e Sud America, Eurasia, e Africa. La popolazione mediterranea conta meno di un centinaio di coppie riproduttive distribuite tra Corsica, Toscana, isole Baleari, Algeria e Marocco. In Italia dalla fine degli anni Sessanta non ha nidificato per molto tempo. Le ultime nidificazioni erano avvenute nel Gennargentu e nelle Egadi, in Sicilia. Dal 2011 è tornato a nidificare nella provincia di Grosseto, all'interno delle aree del Parco Naturale della Maremma e della Riserva Naturale Diaccia Botrona a Castiglion della Pescaia (2014 e 2015), grazie ad un riuscito intervento di reintroduzione. Presente anche presso l'Isola di Montecristo. Nel maggio 2019 una coppia di falchi pescatori ha dato alla luce tre piccoli, dopo aver nidificato all'interno dell'Oasi WWF di Orti-Bottagone. Trattasi della quinta coppia dall'inizio del progetto. La femmina è nata nel 2016 da una coppia della Diaccia Botrona, è dotata di un sistema GPS, ha un anello alla zampa con la sigla identificativa ed è stata chiamata Ameriga, il maschio invece è di provenienza sconosciuta. In occasione della nidificazione dei falchi pescatori, è stata intensificata la sorveglianza della riserva. Uno dei tre piccoli è morto alla fine di agosto in Sardegna durante il suo viaggio migratorio, folgorato dopo essersi posato su un palo della luce. Dal 2016 è ritornato a nidificare anche in Sardegna cosa che non avveniva dal 1966 a Capocaccia nei pressi di Alghero.

## Sistematica
Se ne conoscono 3 sottospecie:

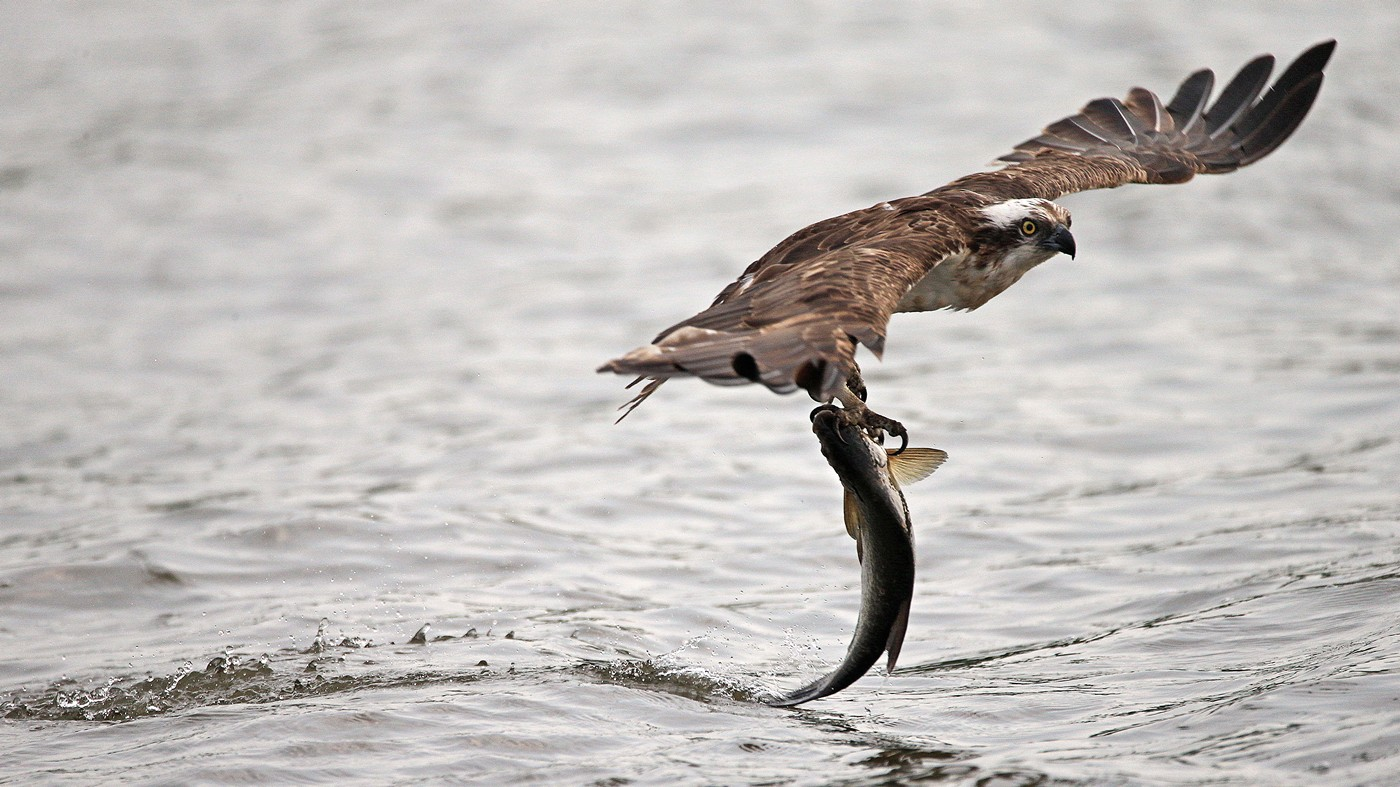
Falco pescatore con preda

- P. haliaetus haliaetus (Linnaeus, 1758) - diffusa in Eurasia
- P. haliaetus carolinensis (J.F.Gmelin, 1788) - Nord America. Questa sottospecie è più grande, più scura.
- P. haliaetus ridgwayi Maynard, 1887 - Caraibi.

La sottospecie P. h. cristatus, diffusa lungo le linee costiere della Australia e della Tasmania, è stata elevata al rango di specie a sé stante (Pandion cristatus).

## Conservazione
La specie è classificata dalla IUCN come specie a basso rischio (Least Concern).

## Citazioni
La carrozzeria italiana Bertone si è ispirata a questo animale per la realizzazione della concept car Alfa Romeo Pandion, realizzata in occasione dei 100 anni dell'Alfa Romeo.